# Летонска Социјалистичка Совјетска Република
Летонска Социјалистичка Совјетска Република ((лет. Latvijas Sociālistiskā Padomju Republika) је била краткотрајна социјалистичка република настала током Летонског рата за независност. Проглашена је 17. децембра 1918. уз политичку, економску и војну подршку Владимира Лењина и његове бољшевичке владе у руској СФСР. На челу владе је био Петерис Стучка, а заменик је био Јулијс Данишевскис.

## Историја
Оружане снаге ЛССР, које су се састојале од Црвених летонских стрелаца и других јединица Црвене армије, брзо су заузеле већи део територије данашње Летоније, присиљавајући привремену владу Карлиса Улманиса у мали џеп територије око града Лијепаје.
Штучкина влада увела је опсежне комунистичке реформе, настављајући радикални политички правац од неуспешне Исколатове владе. Неке реформе су у почетку биле популарне, као што је експропријација имовине од буржоазије. Одлука да се једнострано национализује сво аграрно земљиште, међутим, имала је страшне економске последице по градове, пошто је рурална подршка режиму драстично опала.
Сељаци више нису пристајали да снабдевају мештане храном под условима владе, а несташице су постале критичне. Када су људи у Риги и другим градовима почели да гладују, што је допринело раширеном незадовољству и међу пролетаријатом, талас црвеног терора захватио је и рурална и урбана подручја, тражећи наводне контрареволуционаре који су наводно одговорни за неуспехе режима. Произвољни револуционарни судови и такозвани Флинтенвајбер („Жене оружја“) били су незаборавне компоненте овог таласа терора.
Када је Улманисова влада коју је подржавала Антанта извршила контранапад уз подршку немачких јединица Фрајкора у пролеће 1919. године, брзо су повратиле изгубљену територију. Главни град Рига је поново заузет 22. маја 1919, а територија ЛССР је смањена на део Латгалије у источној Летонији, све до коначног пораза у бици код Даугавпилса од комбинованих летонских и пољских снага почетком 1920. године.
Историчари у СССР-у су на совјетску окупацију Летоније 1940. гледали као на поновно успостављање власти, а на период независности 1920–1940. посматрали су само као привремени прекид у совјетско-летонској историји.

## Галерија
- Првомајска прослава у Риги 1919.
- Првомајски украси по Риги 1919.
- новчаница 5 рубаља
- новчаница 1 рубље
- Грб Летонске ССР